# Мыс Кибера
Кибера — скалистый мыс на арктическом побережье Восточно-Сибирского моря, у входа в губу Нольде. Относится к территории Чаунского района Чукотского автономного округа.
Был исследован в 1824 году во время плавания Ф. П. Врангеля и назван по фамилии врача А. Э. Кибера — участника экспедиции.
На мысе находятся колонии морских птиц с рассеянным гнездованием берингова баклана, бургомистра, серебристой чайки и чистика.
19 июля 1989 года на скалах мыса потерпел катастрофу самолёт Ан-26 ледовой разведки. Все находившиеся на борту 10 человек погибли.